# Leiothrix beckii
Leiothrix beckii là một loài thực vật có hoa trong họ Eriocaulaceae. Loài này được (Szyszyl. ex Wawra) Ruhland mô tả khoa học đầu tiên năm 1903.